# Hylomantis aspera
Espèce
Synonymes
- Agalychnis aspera (Peters, 1873 "1872")

Statut de conservation UICN

 LC  : Préoccupation mineure
Hylomantis aspera est une espèce d'amphibiens de la famille des Phyllomedusidae.

## Répartition
Cette espèce est endémique  de l'État de Bahia au Brésil. Elle se rencontre de Itabuna à Prado du niveau de la mer à 50 m d'altitude sur la côte.

## Publication originale
- Peters, 1873 "1872" : Mittheilung über eine, zwei neue Gattungen enthaltende, Sammlung von Batrachiern des Hrn. Dr. O. Wucherer aus Bahia, so wie über einige neue oder weniger bekannte Saurier. Monatsberichte der Königlich Preussischen Akademie der Wissenschaften zu Berlin, vol. 1, p. 768-776 (texte intégral).